# Volvarina deliciosa
Volvarina deliciosa is een slakkensoort uit de familie van de Marginellidae. De wetenschappelijke naam van de soort is voor het eerst geldig gepubliceerd in 1912 door Bavay in Dautzenberg.